# Darbyville (Ohio)
Darbyville es una villa ubicada en el condado de Pickaway en el estado estadounidense de Ohio. En el Censo de 2010 tenía una población de 222 habitantes y una densidad poblacional de 178,2 personas por km².

## Geografía
Darbyville se encuentra ubicada en las coordenadas 39°41′44″N 83°6′48″O / 39.69556, -83.11333. Según la Oficina del Censo de los Estados Unidos, Darbyville tiene una superficie total de 1.25 km², de la cual 1.2 km² corresponden a tierra firme y (3.33%) 0.04 km² es agua.

## Demografía
Según el censo de 2010, había 222 personas residiendo en Darbyville. La densidad de población era de 178,2 hab./km². De los 222 habitantes, Darbyville estaba compuesto por el 98.2% blancos, el 0.45% eran afroamericanos, el 0% eran amerindios, el 0% eran asiáticos, el 0% eran isleños del Pacífico, el 0% eran de otras razas y el 1.35% pertenecían a dos o más razas. Del total de la población el 0% eran hispanos o latinos de cualquier raza.